# Зельман, Владимир Лазаревич
Владимир Лазаревич Зельман (род. 18 апреля 1935, Сквира) — советский и американский врач и учёный.

## Биография
Сын Лейзера Зельмана и Фанни Городецкой. Окончил лечебный факультет Новосибирского медицинского университета. С 1961 года — заведующий отделением нейроанестезиологии Института неврологии АМН СССР в Москве.
В США с 1975 года. Заведующий отделением анестезиологии и реаниматологии Университета Южной Калифорнии в Лос-Анджелесе. Профессор, почетный член Российской академии медицинских наук, иностранный член Российской академии наук (2014 год), почетный профессор Военно-медицинской академии в Санкт-Петербурге, Новосибирского государственного медицинского университета. Институт медицины и психологии В. Зельмана (ИМП В. Зельмана) входит в состав Новосибирского государственного университета.